# Dolina Rybiego Potoku

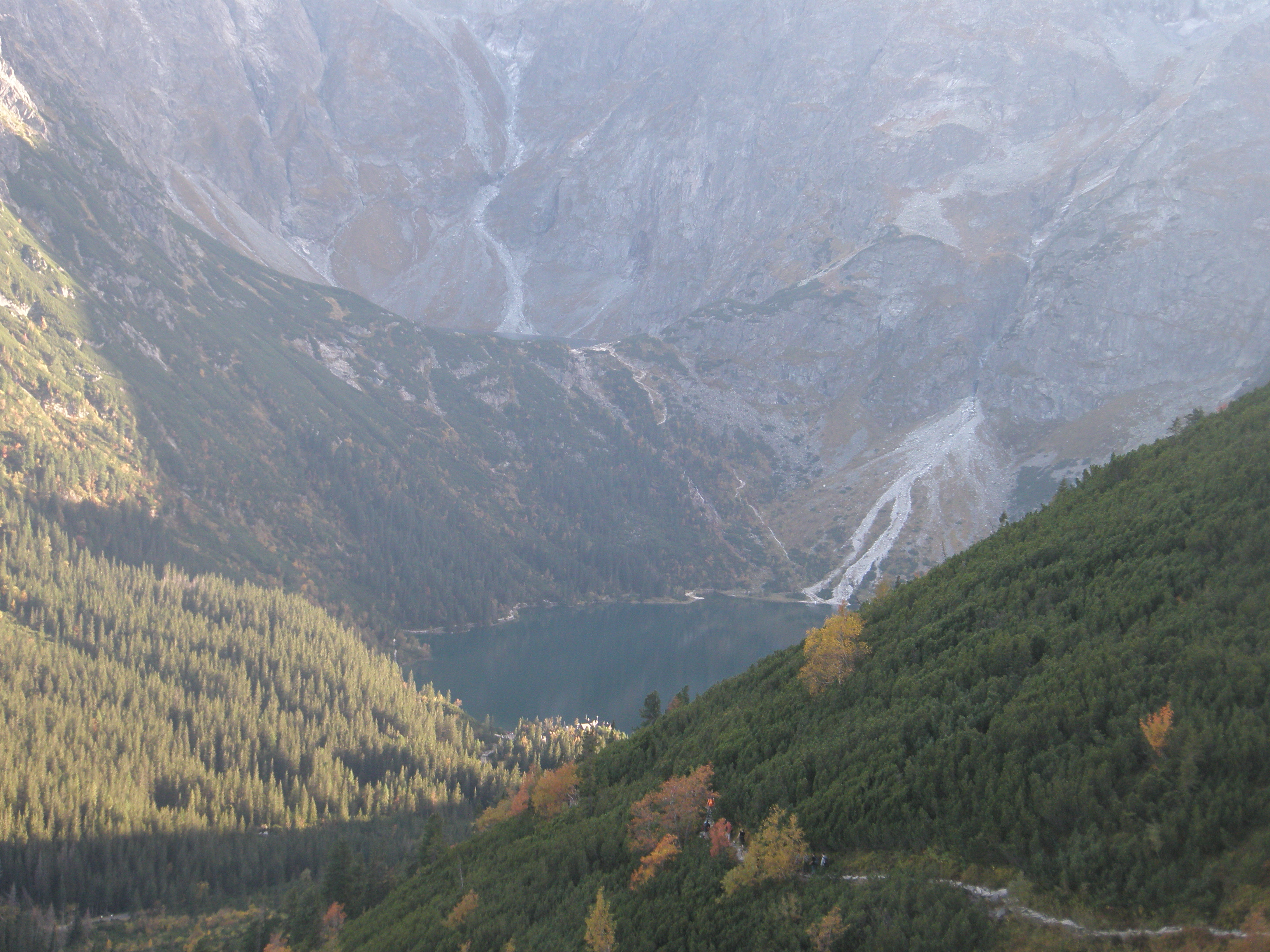
Blick vom Osthang des Opalony Wierch

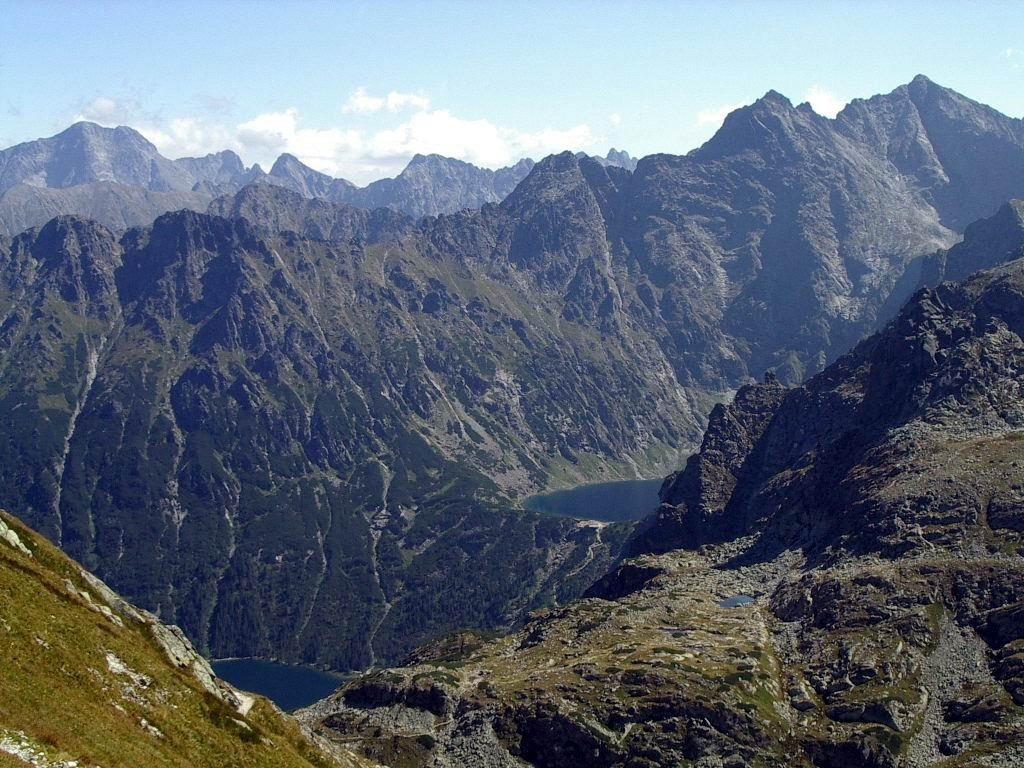
Blick vom Bergpass Szpiglasowa Przełęcz

Das eiszeitlich durch Gletscher geformte Tal Dolina Rybiego Potoku ist ein Seitental des Tals Dolina Białki in der polnischen Hohen Tatra in der Woiwodschaft Kleinpolen. Es liegt unterhalb der Hängetäler: Nadspady und Dolina za Mnichem.

## Geographie
Das Tal ist rund 6 km lang und von über 2500 m hohen Bergen umgeben, u. a. das Massiv des Rysy, Niżnie Rysy, Spadowa Kopa, Bula pod Rysami, Żabia Grań: Żabi Szczyt Wyżni, Żabi Mnich, Żabi Szczyt Niżni, Siedem Granatów, Mięguszowieckie Szczyty, Wołowy Grzbiet, Żabi Koń, Rysy, Zadni Mnich, Mnich, Cubryna, Szpiglasowa Grań, Szpiglasowy Wierch, Miedziane Grań, Miedziane, Opalone und Opalony Wierch. Es hat eine Fläche von ca. 7 km².
Das Tal fällt von Süden nach Norden von ca. 2500 Höhenmetern auf ca. 1400 Höhenmeter ab. Es wird von dem Gebirgsfluss Rybi Potok durchflossen, der in die Białka mündet.
Im Tal befinden sich zwei große Bergseen: Czarny Staw pod Rysami, Meerauge sowie drei kleinere Seen Małe Morskie Oko, Żabie Oko und Małe Żabie Oko und die Teiche im Hängetal Dolina za Mnichem, u. a. der Staw Staszica.

## Etymologie
Der Name lässt sich übersetzen als „Fischbachtal“. Teilweise findet man auch die Bezeichnung „Fischseebachtal“.

## Flora und Fauna
Das Tal liegt unterhalb und oberhalb der Baumgrenze und wird im unteren Bereich von Bergkiefern bewachsen. Das Tal ist Rückzugsgebiet für Hirsche, Bären, Wölfe, Luchse, Gämsen, Murmeltiere und Adler.

## Klima
Im Tal herrscht Hochgebirgsklima.

## Almwirtschaft
Vor der Errichtung des Tatra-Nationalparks im Jahr 1954 wurde das Tal seit dem 17. Jahrhundert für die Almwirtschaft genutzt. Danach wurden die Eigentümer der Almen enteignet bzw. zum Verkauf gezwungen. Ehemalige Almhütten befinden sich noch im Tal.

## Tourismus
Durch das Tal führen zahlreiche Wanderwege von den umgebenden Bergpässen und Gipfeln.
- ▬ Ein rot markierter Wanderweg führt vom Zakopaner Stadtteil Toporowa Cyrhla auf den Gipfel Rysy. Teilweise folgt der Wanderweg dem Oswald-Balzer-Weg.
- ▬ Ein rot markierter Wanderweg führt um den Bergsee Meerauge.
- ▬ Ein blau markierter Wanderweg führt vom Bergsee Meerauge über den Bergpass Świstówka Roztocka ins Tal Dolina Pięciu Stawów Polskich, auch Ceprostrada genannt.
- ▬ Ein gelb markierter Wanderweg führt vom Bergsee Meerauge über den Bergpass Szpiglasowa Przełęcz ins Tal Dolina Pięciu Stawów Polskich.
- ▬ Ein rot markierter Wanderweg führt vom Bergsee Morskie Oko auf den Bergpass Wrota Chałubińskiego.
- ▬ Ein grün markierter Wanderweg führt vom Bergsee Czarny Staw pod Rysami auf den Bergpass Mięguszowiecka Przełęcz pod Chłopkiem.

Im mittleren Bereich liegt die Schutzhütte Schronisko PTTK nad Morskim Okiem.

## Karte

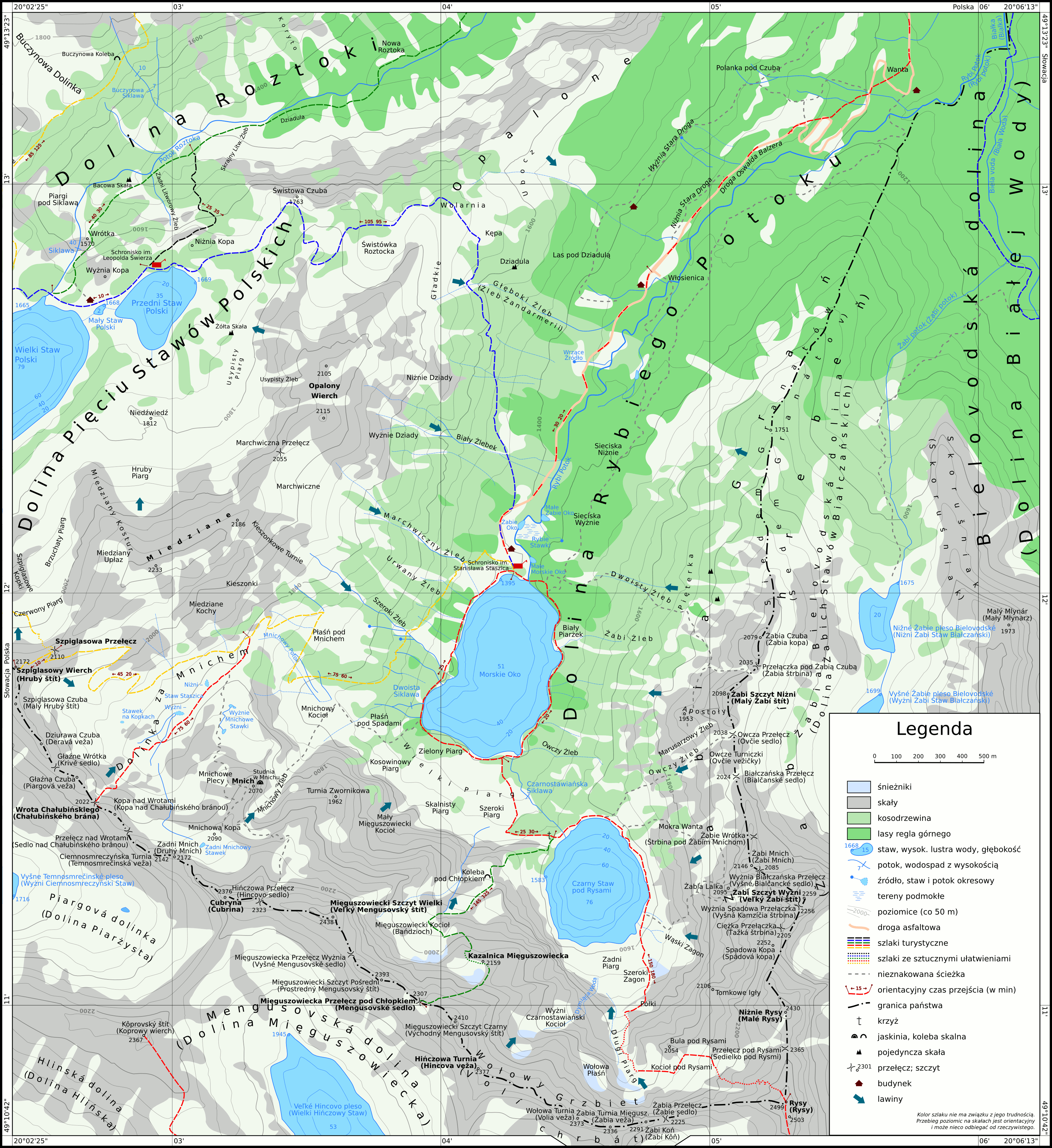
Karte des Tals

## Panorama

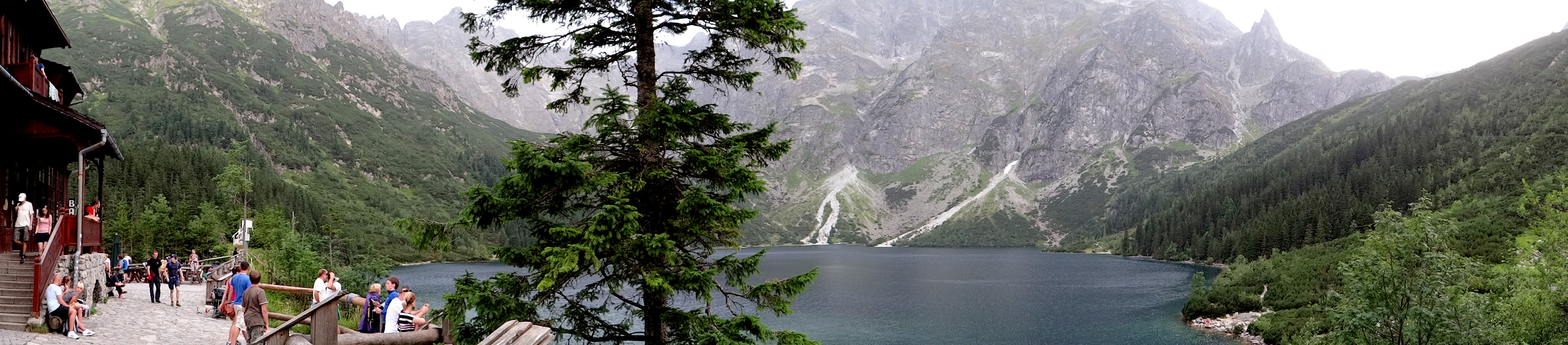
Panorama des Tals von der Schutzhütte Schronisko PTTK nad Morskim Okiem

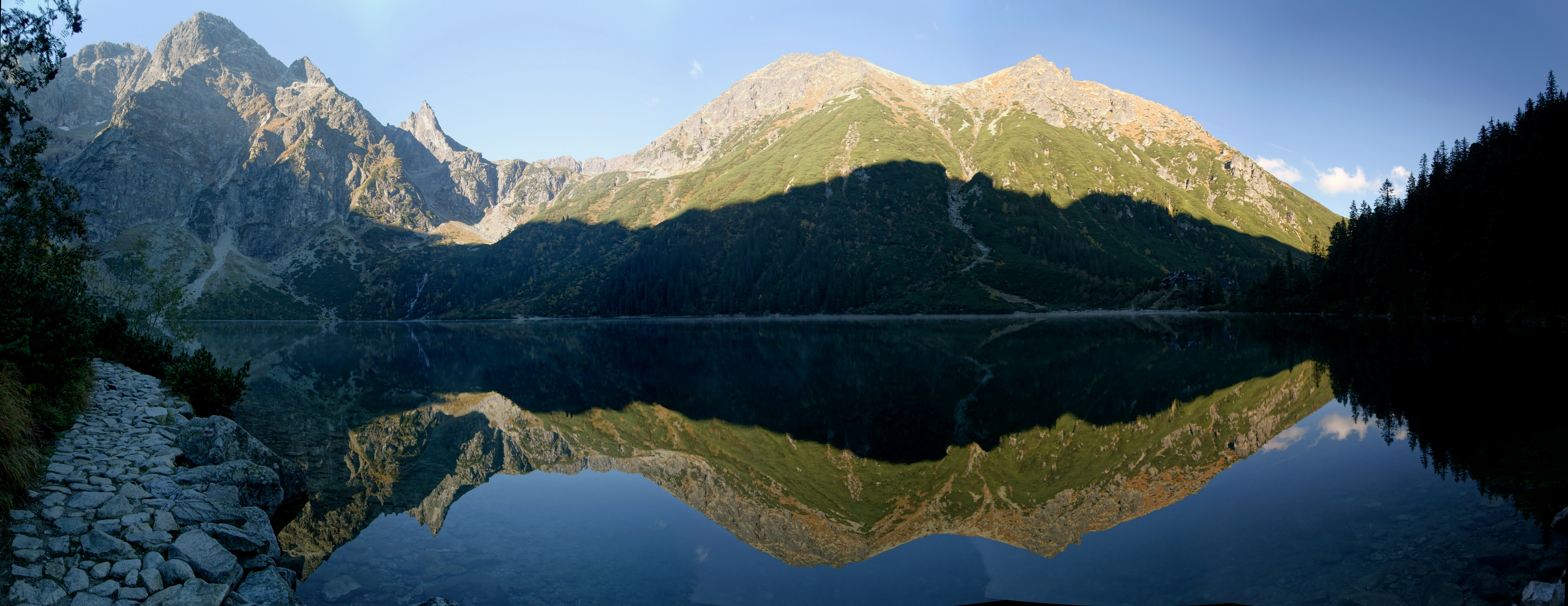
Panorama des Bergsees Meerauge

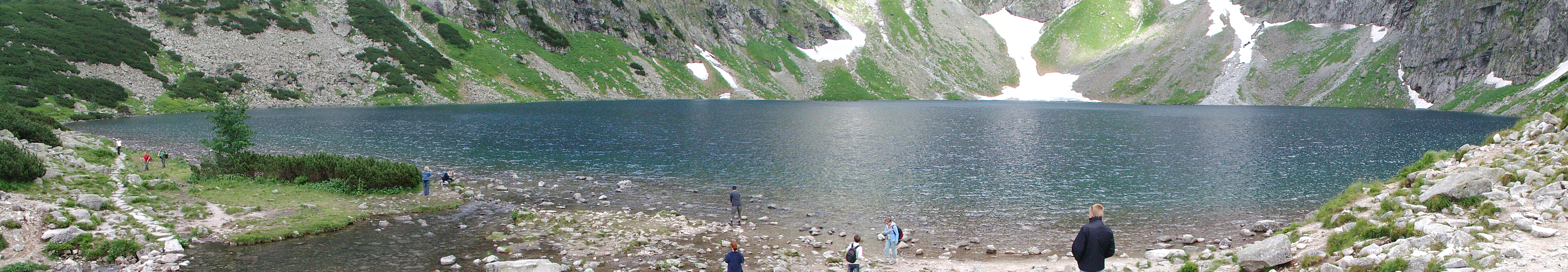
Panorama des Bergsees Czarny Staw pod Rysami